# Яхія Олександр
Яхія (або Ях'я) Олександр (тур Şehzade Yahya, шехзаде Ях'я; бл. 23 жовтня 1585—1649) — турецький авантюрист, самозванець, видавав себе за представника султанського роду Османів. Претендент на турецьке султанство під час Босфорської війни.

## Біографічні відомості
Мав турецько-грецького походження, його мати — грекиня, православна, а відтак мав підтримку грецького населення Константинополя. Загалом, мав на меті зруйнувати Османську імперію та очолити нове Грецьке царство .
Видавав себе за сина турецького султана Мурада ІІІ (помер в січні 1595) і грекині Єлени з візантійської імператорської династії Комніних. За власними словами, був врятований матір'ю тим, що вони разом втекли з Топкапи, коли помер батько Яхії і в столицю мав приїхати старший син Мурада ІІІ — Мехмед, який стратив всіх своїх братів згідно закону Фатіха. 
Від 1603 р. активний організатор антиосманської християнської коаліції в Західній Європі. В Європі був відомий як «Олександер, граф Чорногорський». У 1620 роках зробив спробу організувати військову коаліцію проти Туреччини, до якої входили б запорозькі та донські козаки, військові сили претендента на кримський престол Шагін-Гірея.
У 1624-25 побував у Києві в митрополита Й. Борецького та на Запоріжжі, де пробував схилити козаків до походу на Стамбул. Деякий час жив на Запорожжі. На початку 1625 з метою залучити до цього плану Московію Й. Борецький вислав до царя Михайла Федоровича козацьке посольство, у складі якого був і посланець Я. Марко Македонянин. Після невдачі козацького посольства до Москви (цар не погодився приєднатись до антитурецької коаліції) Яхія, очевидно, відмовився від свого плану й через Путивль, Мценськ і Архангельськ виїхав за кордон. В подальшому був активним учасником організації антитурецької коаліції. Найбільшу підтримку отримав з боку північно-італійських монархів. Часто перебував на Балканах з метою організації антиосманських повстань. Під час останнього відвідування Балкан 1649 року був поранений і помер. Поховали його за державний рахунок.

## Сім'я
Дружина: Анна Катерина Кастріотта (народ. 1608 р.), дочка графа П'єро Дрівасто, нащадка Скандербега.  
Син: Мауріціо (1635, Турин—1693, Пальманова).
Дочка: Олена (1638, Турин—1697); з 1658 одружена з пизанським дворянином Андреа Б'яджі.

## Дивіться також
- Лжедмитрій